# Віллі Брокамп
Віллі Брокамп (нід. Willy Brokamp, нар. 26 лютого 1946, Керкраде) — нідерландський футболіст, що грав на позиції нападника.
Виступав, зокрема, за клуби МВВ та «Аякс», а також національну збірну Нідерландів.

## Клубна кар'єра
У дорослому футболі дебютував 1964 року виступами за команду клубу МВВ, в якій провів десять сезонів, взявши участь у 295 матчах чемпіонату.  Більшість часу, проведеного у складі МВВ, був основним гравцем атакувальної ланки команди. У складі МВВ був одним з головних бомбардирів команди, маючи середню результативність на рівні 0,4 голу за гру першості.
Своєю грою за цю команду привернув увагу представників тренерського штабу клубу «Аякс», до складу якого приєднався 1974 року. Відіграв за команду з Амстердама наступні два сезони своєї ігрової кар'єри. Граючи у складі «Аякса» також здебільшого виходив на поле в основному складі команди. В новому клубі був серед найкращих голеодорів, відзначаючись забитим голом в середньому щонайменше у кожній третій грі чемпіонату.
Завершив професійну ігрову кар'єру у клубі МВВ, у складі якого вже виступав раніше. Прийшов до команди 1976 року, захищав її кольори до припинення виступів на професійному рівні у 1978.

## Виступи за збірну
1970 року дебютував в офіційних матчах у складі національної збірної Нідерландів. Протягом кар'єри у національній команді, яка тривала 4 роки, залучався до її складу нерегулярно. Загалом провів у формі головної команди країни лише 6 матчів, забивши 6 голів.

## Досягнення
- Найкращий бомбардир чемпіонату Нідерландів (1):

1972–73